# Brachypogon bifurcus
Brachypogon bifurcus är en tvåvingeart som beskrevs av Debenham 1991. Brachypogon bifurcus ingår i släktet Brachypogon och familjen svidknott. Inga underarter finns listade i Catalogue of Life.